# Brunneria orinocensis
Brunneria orinocensis es una especie de mantis de la familia Coptopterygidae.

## Distribución geográfica
Se encuentra en Colombia.